# Cymothoa eximia
Cymothoa eximia är en kräftdjursart som beskrevs av Schioedte och Frederik Vilhelm August Meinert 1884. Cymothoa eximia ingår i släktet Cymothoa och familjen Cymothoidae. Inga underarter finns listade i Catalogue of Life.